# Hannah Bacon
Hannah Clare Bacon (født 6. marts 1998) er en kvindelig australsk fodboldspiller, der spiller på midtbanen eller i forsvaret for Bankstown City FC i sit hjemland. Hun har tidligere spillet i blandt andet AGF i Gjensidige Kvindeliga.

## Karriere
Hun har tidligere spillet for australske Sydney FC i W-League, fra 2015 til 2017. I 2017, skrev hun kontrakt med den norske klub SK Trondheims-Ørn, hvor hun spillede frem til 2018. Derefter skiftede hun til den mindre klub Byåsen IL, hvor hun nåede at spille fire kampe, før hun flyttede til Frankrig. Hun skiftede i sommeren 2019, til den danske VSK Aarhus i Elitedivisionen - senere AGF. Det blev ikke til voldsom meget spilletid i Aarhus, så i 2023 flyttede hun hjem, hvor hun nu spiller for klubben Bankstown City FC.
Hun har derudover også optrådt for Australiens U/17-landshold og deltog også ved U/17-Asienmesterskabet i fodbold for kvinder 2017 i Nanjing.

## Privatliv
Hun dannede i en periode par med den australske landsholdspiller Alex Gersbach, der som hun også spillede for AGF, men som nu spiller i USA.